# Enil García
Enil Ernesto García (Balfate, Colón, 16 de noviembre de 1988) es un futbolista hondureño. Juega de defensa y su actual club es el Club Deportivo Broncos de la Liga de Ascenso de Honduras.